# Manfred Kersch
Manfred Kersch (Fráncfort del Meno, Alemania, 19 de septiembre de 1913-ibid., 2 de mayo de 1995) fue un atleta alemán especializado en la prueba de 4 × 100 m, en la que consiguió ser campeón europeo en 1938.

## Carrera deportiva
En el Campeonato Europeo de Atletismo de 1938 ganó la medalla de oro en los relevos de 4x100 metros con un tiempo de 40.9 segundos que fue récord de los campeonatos, llegando a meta por delante de Suecia (plata) y Reino Unido (bronce).